# André Léonce Joseph Eloy Bắc

GM Eloy Bắc

Andre Joshep Eloy Bắc là một giám mục Công giáo người Pháp, phục vụ tại Việt Nam.
Ông sinh ở vùng Arras (Pháp), ông sang Việt Nam ngày 20 tháng 10 năm 1894, ông đã từng làm quản hạt Đông Tháp, quản lý chung đường Xã Đoài, rồi làm Giám đốc Thần học cho đến ngày được bổ nhiệm làm Giám mục.
Sau khi Giám mục Belleville từ trần vào ngày 7 tháng 7 năm 1912, Linh mục Chính Đoài (P. Abgrall) tạm quyền Địa phận một thời gian ngắn đến ngày 11 tháng 12 năm 1912 thì ông - lúc đó là bề trên trường thần học được sắc Toà Thánh làm Giám mục hiệu toà Magydos kế vị Giám mục Belleville coi sóc Địa phận Nam Đàng Ngoài. Giám mục Đông đã truyền chức cho ông tại Xã Đoài vào ngày 13 tháng 4 năm 1913.
Trong 34 năm làm giám mục giám quản địa phận Nam Đàng Ngoài, đến năm 1924 đổi tên là địa phận Vinh, ông đã phát hành hơn 100 thư chung sửa đổi, sửa sang Địa phận cho có quy củ trong việc thờ phượng và cách thức tổ cho các xứ đường. Đặc biệt là các thư chung lập chầu lượt ngày 19 tháng 6 năm 1918, ông cho lập trường tập Xuân Phong, bệnh viện Xã Đoài, xây trường thần học, Tiểu chủng viện, Toà Nhà Xứ Xã Đoài. Ông cho xuất bản tờ báo Đường Ngay làm cơ quan truyền giáo cho Địa phận, thành lập các phước viện, Hội cầu nguyện, nghĩa binh,... Trong suốt thời gian tại vị, ông đã truyền chức gần 200 linh mục, lập mới 65 giáo xứ khiến số giáo dân tăng hơn 50.000.
Ngày 30 tháng 7 năm 1946, ông qua đời tại bệnh viện Xã Đoài, hưởng thọ 82 tuổi. Ông cũng là người đã cai quản Địa phận lâu nhất.